# STS–80
Az STS–80 volt az amerikai űrrepülőgép-program 80. és a Columbia űrrepülőgép 21. repülése.

## Küldetés
Ez volt a leghosszabb küldetés a Space Shuttle repülés történetében. Musgrave az egyetlen űrhajós, aki küldetései során repülte mind az öt űrrepülőgépet. John Glenn 1998-as visszatéréséig a legidősebb (61 éves) űrhajós címet viselte.

## Jellemzői
A beépített kanadai Canadarm (RMS) manipulátor kart 50 méter kinyúlást biztosított (műholdak indítás/elfogása, külső munkák [kutatás, szerelések], hővédőpajzs külső ellenőrzése) a műszaki szolgálat teljesítéséhez.

## Első nap
Eredetileg 1996. október 31-én indult volna, de több okból (technikai hiba, meteorológia) is elhalasztották. November 19-én a szilárd hajtóanyagú gyorsítórakéták, Solid Rocket Booster(SRB) segítségével Floridából, a Cape Canaveral (KSC) Kennedy Űrközpontból, a LC39–B (LC–Launch Complex) jelű indítóállványról emelkedett a magasba. Az orbitális pályája 91,5 perces, 28,45 fokos hajlásszögű, elliptikus pálya perigeuma 318 kilométer, az apogeuma 375 kilométer volt. Felszálló tömeg indításkor 120 945 kilogramm, leszálló tömeg 102 500 kilogramm. Szállított hasznos teher 13 006 kilogramm
Indulásával két műholdat vitt magával, két űrsétát terveztek, de gondok jelentkeztek a zsilip kinyitásával. A programban kettő, 6 órás űrséta (kutatás, szerelés) szerepelt, de a zsilip technikai  problémája miatt törölték. Az űrséták felkészítést biztosítottak volna a Nemzetközi Űrállomás építéséhez.

## Hasznos teher
1. Space Experiment Module (SEM) – összetett iskolai kísérlet (baktérium szaporodás; kristály növekedés).
2. National Institute of Health (NIH.R4) – az Oregon Health Sciences University kutatási programja a keringési- és érrendszeri állapot vizsgálatára.
3. Biological Research in Canister (BRIC) – dohány és paradicsom palánták biológiai kísérlete.
4. Visualization in an Experimental Water Capillary Pumped Loop (VIEW-CPL) – termikus űrhajó irányításának tesztelése.
5. Surface Effects Sample Monitor (SESAM) – optikai felületek és mérőeszközök tesztje.
6. Rendezvous Pre-Development Project (ARP) – az Európai Űrügynökség Automated Transfer Vehicle (ATV) emberes repülés programjának része. A földi szimulációs eszközök fejlesztésének kutatása.
7. Student Experiment on ASTRO-SPAS (SEAS) – német diákok elektrolízis kísérlete. Nyolc önálló kamrában különböző fém- só oldat két elektróda közötti viselkedését tanulmányozták.

### Műhold
A tehertérben rögzített műholdakat (platform) Thomas Jones irányította Canadarm (RMS) manipulátor kar segítségével pályairányba állították. A műhold pályairányba állítását követően az űrrepülőgép, az ORFEUS esetében 20 000, a WSF esetében 40 000 kilométerre eltávolodott. A platformokat (laboratórium) feladatuk elvégzése után sikeresen visszanyerték, visszahozták a földre.

#### ORFEUS-SPAS–2
Közös amerikai/német fejlesztésű, tudományos platform UV-csillagászati távcső, ultraibolya spektrométer. Építette a Messerschmitt-Bölkow-Blohm (MBB), üzemeltette a Német Űrügynökség (DLR).
Megnevezései: Orbiting and Retrievable Far and Extreme Ultraviolet Spectrometer - Shuttle Pallet Autonomous Satellite (ORFEUS-SPAS–2); ORFEUS-SPAS–2 (1996-065B); Shuttle Pallet Autonomous Satellite - Orbiting and Retrievable Far and Extreme Ultraviolet Spectrometer (SPAS–2–ORFEUS). Kódszáma: SSC 24661.
Az ORFEUS-távcső több alkalommal teljesített küldetést. Telepítve október 31-én. Fő összetevője az egy méter átmérőjű ORFEUS távcső és két spektrográf, az egyik ultraibolya (FUV), a másik extrém ultraibolya (EUV) tartományban vizsgált. A program célja, hogy vizsgálja meg a világegyetemben, a ritkán feltárt távoli és extrém - ultraibolya tartományban a nagyon forró és nagyon hideg anyagok jelenlétét. 422 megfigyelése közül 150 galaktikus csillagok és a kvazárok voltak. Az orbitális egység pályája 91,6 perces, 28,47 fokos hajlásszögű, elliptikus pálya perigeuma 347 kilométer, az apogeuma 359 kilométer volt. Hasznos tömege 3573 kilogramm. Szolgálati ideje 16 nap (0,05 év) volt.

#### WSF–3
Tudományos mikrogravitációs platform (laboratórium).  Wake Shield tervezte és a Space Industries Inc., együtt gyártotta, üzemeltette a NASA MSFC. A Wake Shield előző repülése az STS–60 küldetésén félsikert hozott.
Megnevezései:  Wake Shield Facility (WSF–3); WSF–3; WSF–3 (1996-065C); Kódszáma: SSC 24662.
Telepítve október 3-án. A visszanyerhető platform harmadik repülése. Alakját egy 3,7 méter átmérőjű sík kúp alkotta. Mozgását, stabilitását hideg gáz fúvókákkal segítette. Energia ellátását ezüst-cink akkumulátorok biztosították 72 kilowattórával (kWó). Feladata volt, hogy automatikus működéssel ultra vákuumban, ultra tisztaságú félvezető vékony rétegeket állítson elő. Hét vékony réteget (Epitaxiális filmet) készített. Az előállított filmréteg 100-szor, 1000-szer jobb minőségű, mint amit a legjobb földi vákuum laboratóriumban előállíthattak. A legnagyobb tisztaságú alumínium gallium-arzenid vékony réteget állították elő. Az orbitális egység pályája 91,6 perces, 28,47 fokos hajlásszögű, elliptikus pálya perigeuma 347 kilométer, az apogeuma 359 kilométer volt. Hasznos tömege 2109 kilogramm. Szolgálati ideje 3 nap volt.

## Tizenhét nap
A leszállást eredetileg 1996. december 5-re tervezték, de a rossz időjárás miatt csak december 7-én a Kennedy Űrközponton (KFC), kiinduló bázisán szállt le. Összesen 17 napot, 15 órát, 53 percet és 18 másodpercet töltött a világűrben. 11 000 000 kilométert (6 800 000 mérföldet) repült, 279 alkalommal kerülte meg a Földet.

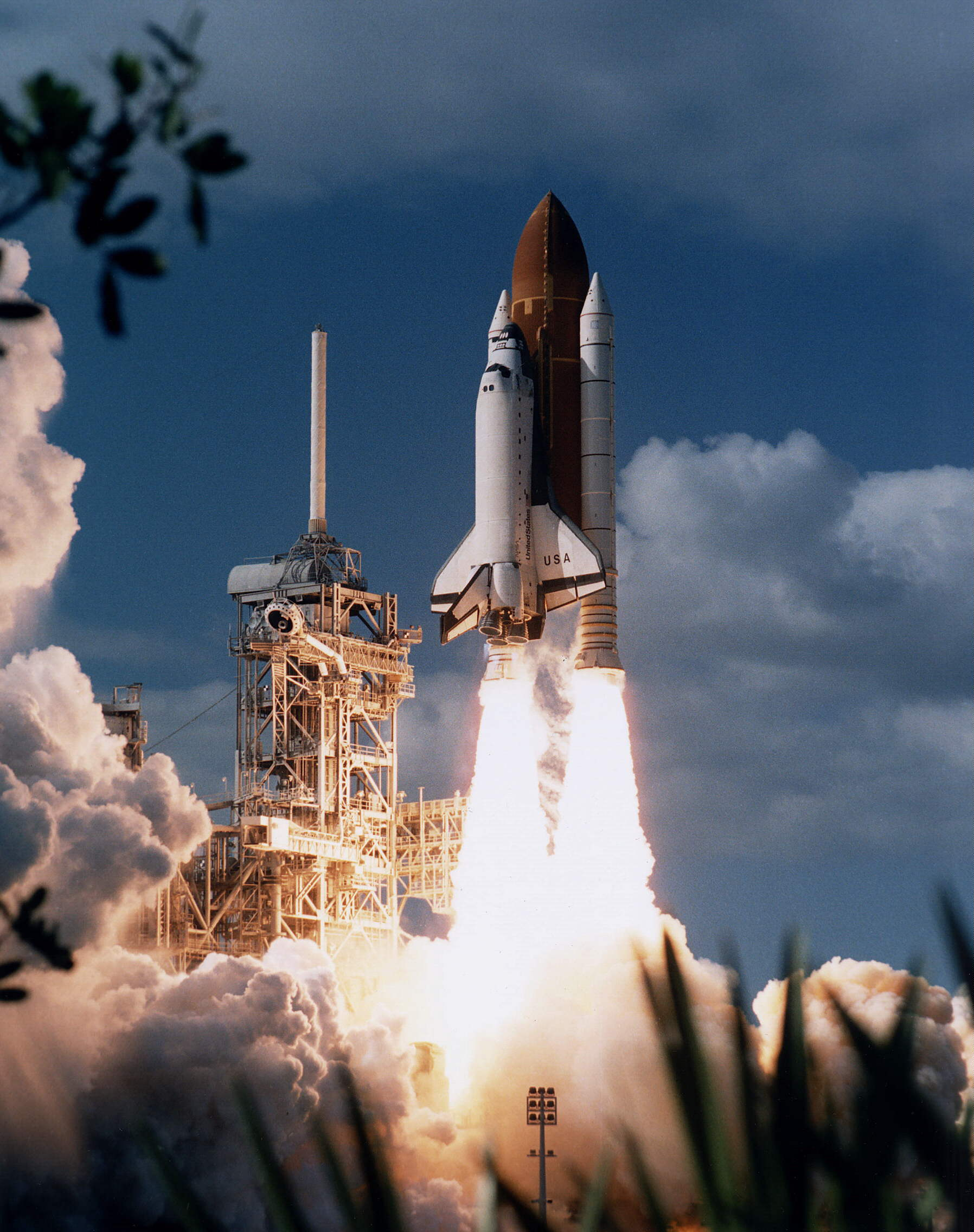
A Columbia indítása az STS–80 küldetésen

## Személyzet
(zárójelben a repülések száma az STS–80 küldetéssel együtt)
- Kenneth Cockrell (3), parancsnok
- Kent Vernon Rominger (2), pilóta
- Story Musgrave (6), küldetésfelelős
- Thomas David Jones (3), küldetésfelelős
- Tamara Jernigan (4), küldetésfelelős

### Visszatérő  személyzet
- Kenneth Dale Cockrell (3), parancsnok
- Kent Vernon Rominger (2), pilóta
- Franklin Story Musgrave (6), küldetésfelelős
- Thomas David Jones (3), küldetésfelelős
- Tamara Elizabeth Jernigan (4), küldetésfelelős